# Nekrolog Februar 2001
Nekrolog
◄◄
| ◄
| 1997
| 1998
| 1999
| 2000
| 2001 | 2002 | 2003 | 2004 | 2005 | ► | ►►
Januar |
Februar |
März |
April |
Mai |
Juni |
Juli |
August |
September |
Oktober |
November |
Dezember 2001
Weitere Ereignisse | Allgemeiner Nekrolog 2001
Die Beschreibung der verstorbenen Person sollte so kurz wie möglich gehalten sein und nur deren signifikante Tätigkeit(en) enthalten.
Neue Namen ggf. auch unter dem Geburts- und Sterbedatum, also etwa unter 1. Januar und im Geburts- und Sterbejahr (2024) eintragen (nur bei entsprechender großer Wichtigkeit). Für Beispiele siehe die schon vorhandenen Artikel.
Außerdem über die fünf zuletzt Verstorbenen, zu denen es einen ausreichend guten Artikel für eine Präsentation auf der Hauptseite gibt, nach der todesbedingten Überarbeitung der Artikel ggf. auch unter Wikipedia Diskussion:Hauptseite informieren und sie am besten auch in den anderen Wikipedia-Sprachversionen eintragen. Tipp: Regelmäßig bei news.google.de nach „ist tot“, „gestorben“ oder „verstorben“ suchen.
Wenn eine Person gestorben ist, gibt es viele Seiten zu dieser Person in der Wikipedia, die davon auch betroffen sind und entsprechend aktualisiert werden müssen. Beispiele: Namenübersichtsseite, Geburtsjahr, Geburtsort-Seiten und viele mehr.
Wie finde ich die betroffenen Seiten?
Im Suchfeld auf der linken Seite gibt man den Suchbegriff so ein: „Vorname Nachname“. Dann klickt man auf Volltext und alle Seiten mit entsprechendem Suchtext werden aufgerufen. Hier sieht man dann schnell, wo auch das Todesjahr Sinn macht oder sogar ein Teil des Artikels angepasst werden muss. Auch hilft das „Werkzeug“ auf der linken Seite sehr gut, um solche Seiten aufzufinden: „Links auf diese Seite“. Somit ist die Wikipedia wieder aktuell in allen Bereichen! Hinweis: bei Eintragung der Kategorie „Gestorben JAHR“ wird der Missbrauchsfilter 49 ausgelöst, was jedoch nicht schlimm ist. Siehe: Spezial:Missbrauchsfilter/49
Dies ist eine Liste von im Februar 2001 verstorbenen bekannten Persönlichkeiten. Die Einträge erfolgen innerhalb der einzelnen Daten alphabetisch sortiert. Tiere sind im Nekrolog für Tiere zu finden.

## Februar
| Tag         | Name                                      | Beruf, bekannt als                                                                                 | Alter | Beleg |
| ----------- | ----------------------------------------- | -------------------------------------------------------------------------------------------------- | ----- | ----- |
| 1. Februar  | Dietrich Boie                             | deutscher anthroposophischer Arzt und Krebsforscher                                                | 77    |       |
| 1. Februar  | Vinnie Burke                              | US-amerikanischer Jazzbassist                                                                      | 79    |       |
| 1. Februar  | Rafael Lapesa                             | spanischer Romanist und Hispanist                                                                  | 92    |       |
| 1. Februar  | John Pierrakos                            | US-amerikanischer Psychiater                                                                       | 79    |       |
| 1. Februar  | Gerhard Swoboda                           | österreichischer Schauspieler                                                                      | 55    |       |
| 1. Februar  | Otto Werkmeister                          | deutscher Fußballspieler und -trainer                                                              | 82    |       |
| 2. Februar  | Otto Heinrich Hirschler                   | deutscher Raketenpionier                                                                           | 87    |       |
| 2. Februar  | Günter Kuhfuß                             | deutscher Kommunalpolitiker (SPD)                                                                  | 75    |       |
| 2. Februar  | Paul Loosen                               | deutscher Politiker (CDU), MdL                                                                     | 77    |       |
| 2. Februar  | Ralph P. Shutt                            | US-amerikanischer Physiker                                                                         | 87    |       |
| 2. Februar  | Bryan Smith                               | australischer Ultraläufer                                                                          | 57    |       |
| 3. Februar  | Alfred Beier-Red                          | deutscher Pressezeichner und Karikaturist                                                          | 98    |       |
| 3. Februar  | Bert Campbell                             | Schweizer Jazz- und Unterhaltungsmusiker                                                           | 82    |       |
| 3. Februar  | Erich Grandeit                            | deutscher Maler, Illustrator, Graphiker und Bühnenbildner                                          | 86    |       |
| 3. Februar  | Otmar Kaufhold                            | deutscher Ruderer                                                                                  | 48    |       |
| 3. Februar  | Hajo Lange                                | deutscher Jazz- und Unterhaltungsmusiker (Kontrabass, E-Bass)                                      | 66    |       |
| 3. Februar  | Andy Mann                                 | US-amerikanischer Videokünstler                                                                    |       |       |
| 3. Februar  | Walter Stain                              | deutscher Politiker (GB/BHE), MdL                                                                  | 84    |       |
| 4. Februar  | Wilhelm Altvater                          | deutscher Politiker (SPD), MdB                                                                     | 80    |       |
| 4. Februar  | Jean Ausseil                              | französischer Diplomat                                                                             | 75    |       |
| 4. Februar  | David Beattie                             | neuseeländischer Rechtsanwalt, Richter am Supreme Court und 14. neuseeländischer Generalgouverneur | 76    |       |
| 4. Februar  | Klaus Burkhardt                           | deutscher Grafiker                                                                                 | 72    |       |
| 4. Februar  | Asbjørn Holm                              | norwegischer Politiker (Sosialistisk Folkeparti), Mitglied des Storting                            | 79    |       |
| 4. Februar  | J. J. Johnson                             | US-amerikanischer Komponist und Jazz-Musiker (Posaune, Komposition, Arrangement)                   | 77    |       |
| 4. Februar  | Raimo Kangro                              | estnischer Komponist                                                                               | 51    |       |
| 4. Februar  | Eva Köckeis-Stangl                        | österreichische Soziologin                                                                         | 78    |       |
| 4. Februar  | Walter Kresse                             | deutscher Politiker (SED), MdV und Oberbürgermeister von Leipzig                                   | 90    |       |
| 4. Februar  | Horst H. Lange                            | deutscher Jazzautor                                                                                | 76    |       |
| 4. Februar  | Alois Lipburger                           | österreichischer Skispringer und Skisprungtrainer                                                  | 44    |       |
| 4. Februar  | Ernie McCoy                               | US-amerikanischer Rennfahrer                                                                       | 79    |       |
| 4. Februar  | Walter Oppenhoff                          | deutscher Rechtsanwalt                                                                             | 95    |       |
| 4. Februar  | Tomás Rivera Morales                      | puerto-ricanischer Sänger und Komponist                                                            | 73    |       |
| 4. Februar  | Tony Steedman                             | britischer Schauspieler                                                                            | 73    |       |
| 4. Februar  | Gilbert Trigano                           | französischer Unternehmer                                                                          | 80    |       |
| 4. Februar  | Iannis Xenakis                            | griechisch-französischer Komponist und Architekt                                                   | 78    |       |
| 5. Februar  | Jean Denton, Baroness Denton of Wakefield | britische Politikerin (Conservative Party)                                                         | 65    |       |
| 5. Februar  | Ljubomir Dimitrow                         | bulgarischer Schauspieler                                                                          | 70    |       |
| 5. Februar  | Mark Joseph Hurley                        | US-amerikanischer Geistlicher, römisch-katholischer Bischof von Santa Rosa in California           | 81    |       |
| 5. Februar  | Lisa Kuntze                               | deutsch-namibische Schriftstellerin                                                                | 91    |       |
| 5. Februar  | Holger Rosenberg                          | deutscher Autor und Sammler                                                                        | 45    |       |
| 6. Februar  | Jean-Paul Beugnot                         | französischer Basketballspieler                                                                    | 69    |       |
| 6. Februar  | Geoffrey Bibby                            | britischer Archäologe                                                                              | 83    |       |
| 6. Februar  | Kojo Botsio                               | ghanaischer Politiker, Außenminister von Ghana                                                     | 84    |       |
| 6. Februar  | Erich Dirwelis                            | deutscher Generalmajor                                                                             | 79    |       |
| 6. Februar  | Willi Gusenburger                         | deutscher Fußballschiedsrichter                                                                    | 73    |       |
| 6. Februar  | Arthur W. Hummel junior                   | US-amerikanischer Diplomat                                                                         | 80    |       |
| 6. Februar  | Jack Hyles                                | US-amerikanischer Baptistenprediger, christlicher Fundamentalist                                   | 74    |       |
| 6. Februar  | Folke Lind                                | schwedischer Fußballspieler                                                                        | 87    |       |
| 6. Februar  | Joe Menke                                 | deutscher Musikproduzent                                                                           | 75    |       |
| 6. Februar  | Kurt Neuwald                              | deutscher Vorsitzender des Landesverbandes der Jüdischen Gemeinden in Westfalen-Lippe              | 94    |       |
| 6. Februar  | Klaus Pringsheim junior                   | deutscher Ostasien-Historiker in den USA und Kanada                                                | 77    |       |
| 6. Februar  | Werner Simsohn                            | deutscher Autor                                                                                    | 76    |       |
| 6. Februar  | Richard William Southern                  | britischer Mittelalterhistoriker                                                                   | 88    |       |
| 6. Februar  | Emily Vermeule                            | US-amerikanische Klassische Archäologin                                                            | 72    |       |
| 7. Februar  | Marianne Breslauer                        | deutsche Fotografin und Kunsthändlerin                                                             | 91    |       |
| 7. Februar  | Dieter Dengler                            | US-amerikanischer Kampfpilot deutscher Abstammung                                                  | 62    |       |
| 7. Februar  | Dale Evans                                | US-amerikanische Sängerin und Schauspielerin                                                       | 88    |       |
| 7. Februar  | Hans-Georg Gallenkamp                     | deutscher Unternehmer                                                                              | 84    |       |
| 7. Februar  | Helmut Hentrich                           | deutscher Architekt                                                                                | 95    |       |
| 7. Februar  | Helmut Heyne                              | deutscher Schauspieler und Synchronsprecher                                                        | 94    |       |
| 7. Februar  | Anne Morrow Lindbergh                     | US-amerikanische Ehefrau, Copilotin und Navigatorin von Charles Lindbergh                          | 94    |       |
| 7. Februar  | Günther-Eric Thöner                       | deutscher Musiker                                                                                  |       |       |
| 8. Februar  | Ivo Caprino                               | norwegischer Filmregisseur, -produzent und Erfinder                                                | 80    |       |
| 8. Februar  | Giuseppe Casoria                          | italienischer Kardinal der römisch-katholischen Kirche                                             | 92    |       |
| 8. Februar  | Helmut Höngen                             | deutscher Chorleiter, Dirigent und Organist                                                        | 94    |       |
| 8. Februar  | Pauline Koner                             | US-amerikanische Tänzerin und Choreografin                                                         | 88    |       |
| 8. Februar  | Muborakscho Mirsoschojew                  | tadschikischer Sänger, Songwriter und Schauspieler der Volksgruppe der Pamiri                      | 39    |       |
| 8. Februar  | Tisa von der Schulenburg                  | deutsche Künstlerin und Ordensschwester                                                            | 97    |       |
| 8. Februar  | Artur Semedo                              | portugiesischer Schauspieler und Regisseur                                                         | 76    |       |
| 9. Februar  | Vincent Balduin                           | deutscher Fußballspieler                                                                           | 84    |       |
| 9. Februar  | Klaus Brisch                              | deutscher Islamarchäologe                                                                          | 78    |       |
| 9. Februar  | Jean Guillaume                            | belgischer Romanist, Literaturwissenschaftler und Wallonist                                        | 82    |       |
| 9. Februar  | Margarete Hackebeil                       | deutsche Schriftstellerin und Drehbuchautorin                                                      | 93    |       |
| 9. Februar  | Rainer Horbelt                            | deutscher Schriftsteller und Regisseur                                                             | 56    |       |
| 9. Februar  | Leonard Mandel                            | US-amerikanischer Physiker                                                                         | 73    |       |
| 9. Februar  | Gunnar Seidenfaden                        | dänischer Diplomat und Orchideenforscher                                                           | 92    |       |
| 9. Februar  | Herbert A. Simon                          | US-amerikanischer Sozialwissenschaftler, Nobelpreisträger für Wirtschaftswissenschaften            | 84    |       |
| 10. Februar | Abraham D. Beame                          | US-amerikanischer Politiker, Bürgermeister von New York (1974–1977)                                | 94    |       |
| 10. Februar | Helge Bengtsson                           | schwedischer Fußballspieler                                                                        | 84    |       |
| 10. Februar | Manfred Billinger                         | deutscher Künstler                                                                                 | 47    |       |
| 10. Februar | Hans Fiebrandt                            | deutscher Schauspieler                                                                             | 95    |       |
| 10. Februar | Bernhard Kaul                             | Schweizer Zisterzienser                                                                            | 81    |       |
| 10. Februar | Georg Paskuda                             | deutscher Opernsänger und Tenor                                                                    | 75    |       |
| 10. Februar | Buddy Tate                                | US-amerikanischer Jazz-Tenorsaxophonist und Klarinettist des Swing                                 | 85    |       |
| 11. Februar | Irwin Bellow, Baron Bellwin               | britischer Politiker                                                                               | 78    |       |
| 11. Februar | José Luis Borbolla                        | mexikanischer Fußballspieler                                                                       | 81    |       |
| 11. Februar | Sy Gomberg                                | US-amerikanischer Drehbuchautor und Filmproduzent                                                  | 82    |       |
| 11. Februar | Olle Håkansson                            | schwedischer Fußballspieler                                                                        | 73    |       |
| 11. Februar | Harald Mors                               | deutscher Offizier in der Wehrmacht und in der Bundeswehr                                          | 90    |       |
| 11. Februar | Ōno Masao                                 | japanischer Fußballspieler                                                                         | 77    |       |
| 11. Februar | John Joseph Sullivan                      | US-amerikanischer Geistlicher, Bischof von Kansas City-Saint Joseph                                | 80    |       |
| 11. Februar | Maurice Zermatten                         | Schweizer Schriftsteller                                                                           | 90    |       |
| 12. Februar | Maria da Graça Amado da Cunha             | portugiesische klassische Pianistin                                                                | 81    |       |
| 12. Februar | Rosalie Gwathmey                          | US-amerikanische Malerin und Fotografin                                                            | 92    |       |
| 12. Februar | Lothar Kempter                            | Schweizer Schriftsteller und Germanist                                                             | 100   |       |
| 12. Februar | Hubert Ludwieg                            | deutscher Physiker und Strömungsforscher                                                           | 88    |       |
| 12. Februar | Tiberio Mitri                             | italienischer Boxer und Schauspieler                                                               | 74    |       |
| 12. Februar | Friedhelm Ottlinger                       | deutscher Politiker (SPD), MdL                                                                     | 70    |       |
| 12. Februar | Herbert Robbins                           | US-amerikanischer Mathematiker                                                                     | 86    |       |
| 12. Februar | Ralph Smart                               | australisch-britischer Filmregisseur, Filmproduzent, Autor und Filmschaffender                     | 92    |       |
| 12. Februar | Kristina Söderbaum                        | schwedische Schauspielerin                                                                         | 88    |       |
| 13. Februar | Ugo Fano                                  | italienischer Physiker                                                                             | 88    |       |
| 13. Februar | Hans-Joachim Löser                        | deutscher Berufsoffizier                                                                           | 82    |       |
| 13. Februar | Manuela                                   | deutsche Schlagersängerin                                                                          | 57    |       |
| 13. Februar | Moses Taiwa Molelekwa                     | südafrikanischer Musiker                                                                           | 27    |       |
| 13. Februar | George T. Simon                           | US-amerikanischer Jazz-Autor                                                                       | 88    |       |
| 13. Februar | Victor Veysey                             | US-amerikanischer Politiker                                                                        | 85    |       |
| 13. Februar | Hermann Joseph Weisbender                 | deutscher Geistlicher und Generalvikar im Bistum Dresden-Meißen                                    | 78    |       |
| 13. Februar | Christopher Montague Woodhouse            | britischer Geheimagent und Politiker, Mitglied des House of Commons                                | 83    |       |
| 14. Februar | Ali Artuner                               | türkischer Fußballtorhüter                                                                         | 57    |       |
| 14. Februar | Domènec Balmanya                          | spanischer Fußballspieler und -trainer                                                             | 86    |       |
| 14. Februar | Eugenia B. Böhlke                         | US-amerikanische Ichthyologin                                                                      | 72    |       |
| 14. Februar | Max Charbit                               | französischer Fußballspieler                                                                       | 92    |       |
| 14. Februar | Michel Crespin                            | französischer Comiczeichner                                                                        | 45    |       |
| 14. Februar | Guy Grosso                                | französischer Schauspieler, Komiker und Drehbuchautor                                              | 67    |       |
| 14. Februar | Richard Laymon                            | US-amerikanischer Autor                                                                            | 54    |       |
| 14. Februar | Alberto Manfredi                          | italienischer Maler und Graveur                                                                    | 70    |       |
| 14. Februar | Piero Umiliani                            | italienischer Filmmusikkomponist                                                                   | 74    |       |
| 14. Februar | Helmut Wielandt                           | deutscher Mathematiker                                                                             | 90    |       |
| 15. Februar | Wolfgang Große                            | deutscher Titularbischof von Lamasba und Weihbischof im Bistum Essen                               | 72    |       |
| 15. Februar | Marta Hoffmann                            | norwegische Textilhistorikerin und Textilarchäologin                                               | 87    |       |
| 15. Februar | Burt Kennedy                              | US-amerikanischer Drehbuchautor und Regisseur                                                      | 78    |       |
| 15. Februar | Paul Létourneau                           | kanadischer Geiger und Musikpädagoge                                                               | 84    |       |
| 15. Februar | Khalid Abdul Muhammad                     | US-amerikanischer Muslimführer                                                                     | 53    |       |
| 15. Februar | Keith Pardon                              | australischer Hammer- und Diskuswerfer                                                             | 88    |       |
| 15. Februar | Edwin Plowden, Baron Plowden              | britischer Industrieller und Beamter in der HM Treasury                                            | 94    |       |
| 15. Februar | Benito Epifanio Rodríguez                 | argentinischer Geistlicher, Weihbischof in Rosario                                                 | 97    |       |
| 15. Februar | Genia Rubin                               | russischer Mode- und Porträtfotograf und Maler                                                     |       |       |
| 15. Februar | Roy N. Sickner                            | US-amerikanischer Stuntman, Schauspieler, Drehbuchautor                                            | 72    |       |
| 15. Februar | Folke Skoog                               | schwedisch-US-amerikanischer Pflanzenphysiologe                                                    | 92    |       |
| 16. Februar | Robert Allen                              | englischer Fußballspieler                                                                          | 84    |       |
| 16. Februar | Rolf Dick                                 | deutscher Architekt und Politiker (SPD), MdL                                                       | 74    |       |
| 16. Februar | Howard W. Koch                            | US-amerikanischer Filmproduzent und Filmregisseur                                                  | 84    |       |
| 16. Februar | Werner Lindinger                          | österreichischer Physiker                                                                          | 57    |       |
| 16. Februar | William Howell Masters                    | US-amerikanischer Gynäkologe                                                                       | 85    |       |
| 16. Februar | Helen Vita                                | Schweizer Chansonnière, Schauspielerin und Kabarettistin                                           | 72    |       |
| 17. Februar | Zvonimir Červenko                         | kroatischer General                                                                                | 74    |       |
| 17. Februar | Debbie Dean                               | US-amerikanische Sängerin und Songwriterin                                                         | 73    |       |
| 17. Februar | Heinrich Machens                          | deutscher römisch-katholischer Geistlicher, Weihbischof im Bistum Hildesheim                       | 82    |       |
| 17. Februar | Else Noack                                | deutsche Politikerin (SED), Oberbürgermeisterin von Frankfurt (Oder)                               | 87    |       |
| 17. Februar | Wilhelm Schacht                           | deutscher Botaniker, Gärtner, Fotograf und Autor                                                   | 77    |       |
| 17. Februar | Fjodor Wassiljewitsch Schutkow            | sowjetischer Segler                                                                                | 97    |       |
| 17. Februar | Richard Wurmbrand                         | rumänischer lutherischer Pfarrer                                                                   | 91    |       |
| 18. Februar | Hermann Adler                             | deutscher Schriftsteller                                                                           | 89    |       |
| 18. Februar | Balthus                                   | polnisch-französischer Maler                                                                       | 92    |       |
| 18. Februar | Dale Earnhardt                            | US-amerikanischer NASCAR-Rennfahrer, Daytona 500-Sieger und siebenfacher Winston-Cup-Champion      | 49    |       |
| 18. Februar | Frank Bunker Gilbreth Jr.                 | US-amerikanischer Journalist und Autor                                                             | 89    |       |
| 18. Februar | Franso Hariri                             | irakischer Politiker der KDP                                                                       |       |       |
| 18. Februar | Vinicio Marinucci                         | italienischer Drehbuchautor und Filmregisseur                                                      | 84    |       |
| 18. Februar | Eddie Mathews                             | US-amerikanischer Baseballspieler                                                                  | 69    |       |
| 18. Februar | Panos Papadopulos                         | deutsch-griechischer Schauspieler                                                                  | 80    |       |
| 19. Februar | Theophilus Beckford                       | jamaikanischer Pianist                                                                             | 65    |       |
| 19. Februar | Stanley Kramer                            | US-amerikanischer Regisseur und Filmproduzent                                                      | 87    |       |
| 19. Februar | Liza ’N’ Eliaz                            | belgische DJ und Gabber-Produzentin                                                                | 42    |       |
| 19. Februar | Marc-Roland Peter                         | Schweizer Journalist und Politiker (SVP)                                                           |       |       |
| 19. Februar | Roland Stoltz                             | schwedischer Eishockeyspieler                                                                      | 69    |       |
| 19. Februar | Charles Trenet                            | französischer Sänger, Komponist, Dichter und Maler                                                 | 87    |       |
| 19. Februar | Gert Wiedenhofen                          | deutscher Schauspieler und Synchronsprecher                                                        | 73    |       |
| 20. Februar | Irina Bugrimowa                           | sowjetische bzw. russische Akrobatin und Dompteuse                                                 | 90    |       |
| 20. Februar | Rosemary DeCamp                           | US-amerikanische Schauspielerin                                                                    | 90    |       |
| 20. Februar | Anni Carlsson                             | deutsche Germanistin und Übersetzerin                                                              | 89    |       |
| 20. Februar | Karl Hasel                                | deutscher Forstwissenschaftler und Historiker                                                      | 92    |       |
| 20. Februar | Donella Meadows                           | US-amerikanische Umweltwissenschaftlerin und Autorin                                               | 59    |       |
| 20. Februar | Albert Mossdorf                           | Schweizer Politiker                                                                                | 89    |       |
| 20. Februar | Nam Sung-yong                             | japanischer Marathonläufer                                                                         | 88    |       |
| 21. Februar | Ileana Espinel                            | ecuadorianische Autorin                                                                            | 67    |       |
| 21. Februar | Erich Gruner                              | Schweizer Historiker und Politologe                                                                | 86    |       |
| 21. Februar | Ronnie Hilton                             | britischer Popsänger                                                                               | 75    |       |
| 21. Februar | Gertrud Januszewski                       | niederländische Zeichnerin, Papierschnittkünstlerin und Bildhauerin                                | 89    |       |
| 21. Februar | José Alí Lebrún Moratinos                 | venezolanischer Geistlicher, Erzbischof von Caracas und Kardinal der römisch-katholischen Kirche   | 81    |       |
| 21. Februar | Desmond Leslie                            | britischer Pilot der Royal Air Force, Autor, Musiker und Ufologe                                   | 79    |       |
| 21. Februar | John MacKay, Baron MacKay of Ardbrecknish | britischer Politiker, Mitglied des House of Commons                                                | 62    |       |
| 21. Februar | Peter Roggisch                            | deutscher Theater- und Filmschauspieler                                                            | 63    |       |
| 21. Februar | Philip Sandblom                           | schwedischer Segler                                                                                | 97    |       |
| 21. Februar | Malcolm Yelvington                        | US-amerikanischer Rockabilly- und Countrysänger                                                    | 82    |       |
| 22. Februar | John Fahey                                | US-amerikanischer Gitarrist                                                                        | 61    |       |
| 22. Februar | Ivan Frič                                 | tschechoslowakischer Kameramann, Filmeditor und Regieassistent                                     | 78    |       |
| 22. Februar | Ernst Frietsch                            | deutscher Maschinenbauer und Professor                                                             | 95    |       |
| 22. Februar | Cledwyn Hughes, Baron Cledwyn of Penrhos  | britischer Politiker, Mitglied des House of Commons, Mitglied des House of Lords                   | 84    |       |
| 22. Februar | Les Medley                                | englischer Fußballspieler                                                                          | 80    |       |
| 22. Februar | Heinrich Oberländer                       | deutscher Drehbuchautor und Schauspieler                                                           | 91    |       |
| 22. Februar | Artur Schütz                              | deutscher Mediziner und numismatischer Autor                                                       | 85    |       |
| 22. Februar | Ernst Studer                              | Schweizer Architekt                                                                                | 69    |       |
| 22. Februar | Nikolaus Wenturis                         | deutscher Politikwissenschaftler                                                                   | 64    |       |
| 23. Februar | Robert Enrico                             | französischer Filmregisseur                                                                        | 69    |       |
| 23. Februar | Gerhard Heidenreich                       | deutscher Politiker (SED) und Geheimdienstler (MfS)                                                | 84    |       |
| 23. Februar | Gerhard Kerff                             | deutscher Architekt, Stadtplaner und Fotograf                                                      | 93    |       |
| 23. Februar | Karlheinz Kuhn                            | deutscher Maler und Grafiker                                                                       | 70    |       |
| 23. Februar | Sergio Mantovani                          | italienischer Automobilrennfahrer                                                                  | 71    |       |
| 23. Februar | Karl Olma                                 | deutscher Schriftsteller, Aphoristiker, Lyriker und Journalist                                     | 86    |       |
| 23. Februar | Robert Vance Presthus                     | US-amerikanischer Politikwissenschaftler und Hochschullehrer                                       | 83    |       |
| 23. Februar | Marcus Sieff, Baron Sieff of Brimpton     | britischer Manager, Unternehmer, Zionist und Politiker                                             | 87    |       |
| 23. Februar | Werner Speckmann                          | deutscher Schachkomponist                                                                          | 87    |       |
| 23. Februar | Günter Trautmann                          | deutscher Politikwissenschaftler                                                                   | 59    |       |
| 24. Februar | Jörg K. Hoensch                           | deutscher Historiker                                                                               | 65    |       |
| 24. Februar | Edi Hornischer                            | deutscher Autor, Liedtexter, Humorist                                                              | 66    |       |
| 24. Februar | Ernst Hürlimann                           | deutscher Karikaturist                                                                             | 79    |       |
| 24. Februar | Ernst-August Müller                       | deutscher Physiker                                                                                 | 75    |       |
| 24. Februar | Claude Shannon                            | US-amerikanischer Mathematiker und Elektrotechniker                                                | 84    |       |
| 24. Februar | Lutz Theen                                | deutscher Landschaftsmaler                                                                         | 88    |       |
| 24. Februar | Karl-Heinz Thomas                         | deutscher Politiker (SPD)                                                                          | 71    |       |
| 24. Februar | Mary Vieira                               | brasilianische Künstlerin und Grafikdesignerin                                                     | 73    |       |
| 24. Februar | Alexander Voelker                         | deutscher Politiker (SPD), MdA                                                                     | 87    |       |
| 25. Februar | A. R. Ammons                              | US-amerikanischer Autor und Hochschullehrer                                                        | 75    |       |
| 25. Februar | Donald Bradman                            | australischer Cricketspieler                                                                       | 92    |       |
| 25. Februar | Jean Corbon                               | maronitischer Priester                                                                             |       |       |
| 25. Februar | Norbert Glanzberg                         | französischer Komponist und Pianist                                                                | 90    |       |
| 25. Februar | Paul Huber                                | Schweizer Komponist                                                                                | 83    |       |
| 25. Februar | Paul Lemp                                 | Schweizer Jurist und Bundesrichter                                                                 | 92    |       |
| 25. Februar | Willi Massa                               | deutscher katholischer Theologe, Homiletiker und Meditationslehrer                                 | 69    |       |
| 25. Februar | Jacques Nathan-Garamond                   | französischer Grafiker und Maler                                                                   | 90    |       |
| 25. Februar | Sigurd Rascher                            | deutsch-US-amerikanischer Saxophonist                                                              | 93    |       |
| 25. Februar | Ernst Schaude                             | deutscher Politiker, MdL, Landrat, Regierungsvizepräsident                                         | 84    |       |
| 25. Februar | Günther Weißenborn                        | deutscher Pianist, Liedbegleiter und Dirigent                                                      | 89    |       |
| 25. Februar | L. R. Wright                              | kanadische Journalistin und Kriminalschriftstellerin                                               | 61    |       |
| 26. Februar | Dragoslav Avramović                       | jugoslawischer bzw. serbischer Ökonom und Politiker                                                | 81    |       |
| 26. Februar | Georg Brauer                              | deutscher Chemiker und Hochschulprofessor                                                          | 92    |       |
| 26. Februar | Roberto Carniello                         | italienischer katholischer Bischof                                                                 | 83    |       |
| 26. Februar | John Fedricks                             | US-amerikanischer Autorennfahrer                                                                   | 75    |       |
| 26. Februar | Leif Haugen                               | norwegischer Skilangläufer                                                                         | 83    |       |
| 26. Februar | Jale İnan                                 | türkische Klassische Archäologin                                                                   | 87    |       |
| 26. Februar | Leo Kenney                                | US-amerikanischer Maler                                                                            |       |       |
| 26. Februar | Duke Nalon                                | US-amerikanischer Rennfahrer                                                                       | 87    |       |
| 26. Februar | Arturo Uslar Pietri                       | venezolanischer Schriftsteller, Diplomat und Politiker                                             | 94    |       |
| 26. Februar | Hans Straden                              | deutscher Brigadegeneral des Heeres der Bundeswehr                                                 | 88    |       |
| 27. Februar | Richard Altvater                          | deutscher Bauunternehmer und Sportfunktionär                                                       | 77    |       |
| 27. Februar | Milton Barnes                             | kanadischer Jazzschlagzeuger, Komponist und Dirigent                                               | 69    |       |
| 27. Februar | Emil Bednarek                             | polnischer Funktionshäftling im KZ Auschwitz                                                       | 93    |       |
| 27. Februar | Ralf D. Bode                              | US-amerikanischer Kameramann deutscher Herkunft                                                    | 59    |       |
| 27. Februar | Vagn Dybdahl                              | dänischer Historiker                                                                               | 79    |       |
| 27. Februar | Giovanni Grimaldi                         | italienischer Drehbuchautor und Filmregisseur                                                      | 83    |       |
| 27. Februar | Klaus-Jürgen Luckey                       | deutscher Bildhauer                                                                                | 66    |       |
| 27. Februar | Sandro Merli                              | italienischer Schauspieler                                                                         | 70    |       |
| 27. Februar | Andreas Moritsch                          | österreichischer Historiker                                                                        | 64    |       |
| 27. Februar | Robert Pernet                             | belgischer Jazzhistoriker und Schlagzeuger                                                         | 60    |       |
| 27. Februar | Jean-Louis Ricci                          | französischer Autorennfahrer                                                                       | 57    |       |
| 28. Februar | Mario Ludovico Bergara                    | uruguayischer Fußballspieler                                                                       | 63    |       |
| 28. Februar | Stan Cullis                               | englischer Fußballspieler und -trainer                                                             | 84    |       |
| 28. Februar | Herman Lewis                              | US-amerikanischer Tontechniker                                                                     | 90    |       |
| 28. Februar | Karl Müller                               | deutscher Theologe, Autor und Missionswissenschaftler                                              | 83    |       |
| 28. Februar | Rainer Müller                             | deutscher Fußballspieler                                                                           | 59    |       |
| 28. Februar | Charles Pozzi                             | französischer Formel-1-Rennfahrer                                                                  | 91    |       |
| 28. Februar | Edgar von Schmidt-Pauli                   | deutscher Botschafter                                                                              | 85    |       |
| Februar     | José Barrita                              | argentinischer Fußballfan und Anführer der Gruppierung La 12                                       |       |       |
| Februar     | Pascal Burke                              | irischer Snookerspieler                                                                            | 68    |       |
| Februar     | Hans Hipp                                 | deutscher Fußballtrainer und -spieler                                                              | 88    |       |
| Februar     | Max Mabillard                             | Schweizer Journalist                                                                               | 55    |       |
| Februar     | Alain Tissier                             | französischer Schauspieler                                                                         | 57    |       |